# Evelyn Labanda
Evelyn Labanda Morán (Guayaquil, 30 de julio de 1995) es una periodista de televisión ecuatoriana. Es reconocida por ser la primera reportera con síndrome de Down en Ecuador.

## Biografía
El su época de secundaria fue la graduada con mejores notas, aun así, le fue negada la solicitud de una beca. Por lo que tuvo que continuar sus estudios universitarios en un programa regular de estudio. En la universidad estudió tecnología en publicidad, Labanda comenzó realizando entrevista a diferentes personalidades ecuatorianas en la red social Instagram durante la cuarentena mundial debido a la Pandemia de COVID-19, actualmente conduce un espacio dentro del programa matutino de televisión De casa en casa a través del canal TC Televisión.